# Piero Ferrari
Piero Ferrari (ur. 22 maja 1945 w Modenie, Włochy) – włoski inżynier, drugi syn Enzo Ferrariego. Miał przyrodniego brata Dino.
Był synem nieślubnym, jego matką była Lina Lardi. Ponieważ rozwody we Włoszech były nielegalne do roku 1975, Piero nie mógł być oficjalnie uznany za członka rodziny Ferrari do śmierci żony Enza, Laury w roku 1978.
Jest wiceprezesem w Ferrari i posiada 10% udziałów. Posiada tytuł inżyniera. Jest żonaty i mieszka w rezydencji zmarłego ojca w Modenie. W 2004 został odznaczony orderem Cavaliere del Lavoro.